# برنارد لندن
برنارد لندن (بالإنجليزية: Bernard London)‏ هو وسيط عقاري أمريكي معروف بنشره سنة 1932 مقالا بعنوان "إنهاء الكساد من خلال التقادم المخطط" (Ending the Depression Through Planned Obsolescence). ينسب إليه الباحثون صوغ عبارة "التقادم المخطط".

## بدايات الحياة والعمل في مجال العقارات
ولد لندن عام 1872 أو 1873 وهو من أصول يهودية. بدأ حياته المهنية في روسيا كعامل بناء. هاجر إلى الولايات المتحدة في بداية القرن العشرين. كتب جايلز سليد أن لندن كان متعلما ذاتيًا "في تاريخ تشييد المباني" وواصل في النهاية مسيرة مهنية في العقارات في نيويورك. يلاحظ سليد أيضًا أن لندن كان ماسونيا.

## نظريات التقادم المخطط لها
بين عامي 1932 و 1935، كتب لندن ثلاث مقالات جادل فيها لصالح السياسات التي سهلت التقادم المخطط له: "إنهاء الكساد من خلال التقادم المخطط" (1932)، و"الازدهار الجديد من خلال التقادم المخطط: التوظيف الدائم والضرائب الحكيمة والتوزيع العادل للثروة" (1934)، و"إعادة بناء الدول المزدهرة من خلال التقادم المخطط "(1935). تم نشر المقالات الثلاثة ذاتيًا وتعتبر نسخ أعماله "نادرة للغاية"، على الرغم من أن لندن سجل هذه المقالات في مكتبة الكونغرس. يلاحظ جايلز سليد أن لندن بدأ في كتابة هذه المقالات "في مرحلة انتقالية في حياته - مع وجود متسع من الوقت بين يديه".

### إنهاء الكساد من خلال التقادم المخطط
يتتبع الباحثون أصول مصطلح "التقادم المخطط" لمقال لندن عام 1932،إإنهاء الكساد من خلال التقادم المخطط له. ومع ذلك، يشير جايلز سليد إلى أنه من غير الواضح ما إذا كانت لندن قد اخترع عبارة "التقادم المخطط" بنفسه أو ما إذا كان المصطلح قد "كان منتشرا بالفعل في مجتمع الأعمال في نيويورك". في هذا المقال، دعى لندن إلى "إعادة هيكلة المجتمع حول هيئة من الخبراء تتمثل مهمتها في تحقيق توازن في العرض والطلب من شأنه القضاء على البطالة التكنولوجية". وذكر أن مشكلة الكساد هي مشكلة العلاقات الإنسانية:
في المقام الأول، يعاني هذا البلد ودول أخرى من العلاقات الإنسانية المضطربة. لا تزال المصانع والمستودعات والحقول سليمة وجاهزة للإنتاج بكميات غير محدودة، لكن الرغبة في المضي قدماً أصيبت بالشلل بسبب تراجع القوة الشرائية. المشاكل الحالية من صنع الإنسان، ويجب أن تكون الحلول من صنع الإنسان وتنفيذها.
شعر لندن أن حل هذه المشكلة يستلزم التخطيط لتقادم المنتجات بحيث يتم اقتناء منتجات جديدة لتحل محلها، وبالتالي تحفيز الاقتصاد. وجادل بأن "جوهر خطتي لتحقيق هذه الغايات المرغوبة هو رسم تقادم السلع الرأسمالية والاستهلاكية في وقت إنتاجها". لن يكون هذا حلاً "لمرة واحدة"، ولكنه سياسة مستمرة من شأنها أيضًا أن تدر دخلاً للحكومات. ومع ذلك، خلال فترات العمل، يمكن تمديد "حياة" البضائع:
ألن يكون من المربح إنفاق مبلغ - على سبيل المثال - ملياري دولار لشراء مبانٍ وآلات وسيارات ومبانٍ قديمة وعديمة الفائدة وعديمة الجدوى، وفي مكانها تخلق ما بين عشرين إلى ثلاثين مليار دولار من العمل في مجال البناء وفي المصنع؟ ستضع مثل هذه العملية الدولة بأكملها على طريق الانتعاش وفي النهاية ستعيد التوظيف الطبيعي وازدهار الأعمال.

## للاستزادة
- Bernard London, ou la planification de l'obsolescence à des fins sociales. Latouche, Serge. 2003 (ردمك 978-2-36509-006-3)